# Dick Morrissey
Pour les articles homonymes, voir Morrissey (homonymie).
Richard Edwin « Dick » Morrissey (né le 9 mai 1940 à Horley et mort le 8 novembre 2000 à Deal, dans le Kent) est un musicien de jazz et compositeur britannique. Il joue du saxophone soprano, du saxophone ténor et de la flûte.

## Biographie
Dick Morrissey a émergé dans les années 1960 dans le sillage de Tubby Hayes, quand la Grande-Bretagne est une source de saxophonistes de talent. Autodidacte, il commence à jouer de la clarinette dans l'orchestre de son école à l'âge de seize ans, puis rejoint un groupe de jazz. Il se spécialise ensuite au saxophone ténor.

## Carrière
Pendant qu'il se fait un nom dans le hard bop, il se produit régulièrement au Marquee Club à partir d'août 1960. Il enregistre son premier album solo à l'âge de 21 ans, en 1961 : It's Morrissey, Man! (en), avec Stan Jones au piano, Colin Barnes à la batterie, et Malcolm Cecil (en) à la basse.

### Début du succès
Il passe l'année 1962 à Calcutta dans le groupe de Ashley Kozak (en), jouant deux heures par jour, avant de rentrer au Royaume-Uni où il forme son propre groupe avec le pianiste Harry South (en) qui était à Calcutta avec lui. Ils sont ensuite rejoints par le bassiste Phil Bates, Bill Eyden (en), Jackie Dougan (en) et Phil Seamen, tous trois aux percussions,. Le quatuor enregistre trois disques : Have You Heard? (en) (1963), Storm Warning! (en) (1965, enregistré en live), et Here and Now and Sounding Good! (en) (1966).
Pendant cette période, ils se produisent régulièrement au Bull's Head (en) et au Ronnie Scott's pendant qu'en parallèle, Dick joue dans d'autres groupes mineurs. Il joue brièvement au club de Ted Heath, qui comporte de nombreux musiciens de jazz de renom au fil des années, pendant qu'il apparaît comme un invité vedette au club de Johnny Dankworth. De même, avec ses collègues ténors Stan Robinson (en) et Al Gay (en), le baryton Paul Carroll, et les trompettistes Ian Carr, Kenny Wheeler et Greg Brown, Morrissey fait partie de la troupe The Animals qui fait sa seule apparition publique lors du 5e festival annuel National Jazz & Blues Festival, à Richmond en 1965.
En 1966 et 1967, il arrive en seconde place dans le sondage de jazz de Melody Maker.
Dick Morrissey se produit régulièrement au National Jazz & Blues Festival dans les années 1960. Sa dernière apparition date du 6e festival tenu à Windsor en 1966, bien qu'il soit probablement revenu en 1972 avec son nouveau groupe If (en).
En 1969, il forme le groupe If (en) avec le guitariste Terry Smith (à l'instar de Dick, plusieurs fois finaliste ou vainqueur du sondage de Melody Maker).

### Morrissey – Mullen
If est dissout en 1975. Morrissey se rend ensuite en Allemagne afin de réaliser une tournée avec Alexis Korner, puis aux États-Unis. Lors de cette dernière tournée, il rencontre Jim Mullen (en) avec qui il va créer le groupe Morrissey – Mullen (en) (ou M&M). Ils enregistrent leur premier album, Up, en 1976 à New York. M&M enregistre seize albums, en seize ans de collaboration, tandis que Morrissey et Mullen forment le groupe Our Band avec Martin Drew (en), Ron Mathewson, John Burch (en) et Louis Stewart.
Son succès aidant, il devient très demandé, notamment au Royaume-Uni. Il rencontre ainsi des artistes comme Tubby Hayes, Roy Budd, Ian Carr, Spike Robinson et Allan Ganley entre autres.

### Autres collaborations
Au cours de ses nombreuses tournées, il retrouve et compose avec d'anciens amis, par exemple Ian Stewart, Charlie Watts, Jack Bruce ou Alexis Korner, avec lesquels il forme le groupe Rocket 88 (en). Avec ce dernier, il compose plusieurs albums. Il enregistre également avec Hoagy Carmichael, Annie Ross, Mike Carr, Brian Lemon, Georgie Fame, Brian Auger, Dusty Springfield, Paul McCartney, Gary Numan, Herbie Mann, Jon Anderson, Marc Benno, Demis Roussos, Vangelis (avec qui il crée la chanson Love Theme pour Blade Runner, dans le générique duquel son nom est d'ailleurs écorché en « Morrisey ») et les groupes Orange Juice et Shakatak. Il a également collaboré au troisième album de Peter Gabriel paru en 1980 (solo sur "Start" et d'autres titres).

### Fin de vie
Dick Morrissey décède le 8 novembre 2000, à l'âge de 60 ans, après de nombreuses années de lutte contre diverses formes de cancer. Peu avant sa mort, il jouait encore au café L'Alma à Deal. Pour son dernier concert, il est avec le groupe Morrissey – Mullen au théâtre L'Astor de Deal. Ses funérailles, qui s'y sont déroulées, ont été suivies par plusieurs de ses collègues musiciens, dont Allan Ganley.
Ronald Atkins écrivit une notice nécrologique pour The Guardian :
« John Coltrane's approach to the tenor had yet to make much of an impact in Britain, and Morrissey came up with a startling and warmly appreciated blend of Stan Getz and Sonny Rollins, the phrasing of one allied to the abrasive tones of the other. He was also influenced by the example of Tubby Hayes, whose lightening-quick [sic] forays through complex harmonies he was probably the first to emulate. »
« L'approche du [saxophone] ténor par John Coltrane n'avait pas encore eu un grand retentissement en Grande-Bretagne, et Morrissey est arrivé avec un mélange surprenant mais bien accueilli de Stan Getz et de Sonny Rollins, le phrasé de l'un allié aux tons abrasifs de l'autre. Il avait également été influencé par l'exemple de Tubby Hayes, avec la rapidité-éclair [sic] de ses incursions à travers des harmonies complexes, qu'il fut probablement le premier à imiter. »

### Influence
Grâce à la polyvalence de ses capacités musicales, que ce soit de la pop, du rock, du hard bop ou du jazz, Dick Morrissey a montré que la musique pouvait être appréciée à dIfférents niveaux, et que tous les genres peuvent être agrémentés de jazz. De cette façon, il était en mesure d'atteindre de nouveaux publics de l'époque et, indirectement, d'initier les gens au jazz. Quand à dIfférentes étapes de sa carrière, les journalistes lui ont demandé de définir son style ; il répond en se référant à la définition de Duke Ellington : « It's all music » (littéralement « c'est toute la musique », ou plus exactement « ce n'est que la musique », sous-entendant qu'il ne faisait qu'honneur à cet art) et en soulignant que pour Ellington, il n'y avait que deux types de musique : « bon » ou « mauvais » . À cet égard, ses derniers enregistrements sont plus que jamais concentrés sur les standards du jazz et du Great American Songbook.

## Discographie
- It’s Morrissey, Man! (1961) – The Dick Morrissey Quartet
- Have You Heard? (1963) – The Dick Morrissey Quartet
- There and Back (live en 1964-1965 – enregistré en 1997)
- Storm Warning! (live en 1965) – The Dick Morrissey Quartet
- Here and Now and Sounding Good! (septembre 1966) – The Dick Morrissey Quartet
- Sonny’s Blues: Live at Ronnie Scott’s (live en 1966) – Sonny Stitt avec The Dick Morrissey Quartet
- Spoon Sings and Swings (live 1966) – Jimmy Witherspoon avec The Dick Morrissey Quartet
- Wonderin' (1980) - avec Rollercoaster (Karl Jenkins, Ray Warleigh, etc.)
- After Dark – solo (1983)
- Souliloquy – solo (1986)
- Resurrection Ritual – solo (1988)
- Love Dance – solo (live en 1989)
- Charly Antolini Meets Dick Morrissey (live en 1990)

### AvecIf
- If (ou If 1) (1970)
- If 2 (1970)
- If 3 (1971)
- If 4 (1972)
- Waterfall (1972)
- Double Diamond (1973)
- Not Just Another Bunch of Pretty Faces (1974)
- Tea Break Over, Back on Your 'Eads (1975)

### AvecMorrissey–Mullen
- Up (Embryo Records, 1976)
- Cape Wrath - 1979
- Badness - 1981
- LIfe on the Wire - 1982
- It's About Time - 1983
- This Must Be the Place - 1985
- Happy Hour - 1988
- Everything Must Change: The Definitive Collection - 2003